# 入侵者 (美國電視劇)
《入侵者》（英語：Intruders）是一部美英合拍的電視劇，改編自邁克爾·馬歇爾·史密斯的2007年同名小說。2014年8月於美國有線電視網BBC美國台首映。影集由BBC美國台和BBC第二台聯合拍攝。導演是愛德華多·桑切斯和丹尼爾·斯塔姆。
在播出第一季，2015年2月27日宣布取消拍攝第二季。

## 故事
在故事的開始，洛杉磯警員傑克·惠蘭意外成為一本暢銷書的作者，他深埋起過去的黑暗經歷，辭去工作和妻子艾米搬到西雅圖附近的一個叫做Birch Crossing的小鎮繼續寫作生涯，但是寫作遇到瓶頸，溫柔的妻子漸漸反常並在一次出差中和他失去的聯繫，久未謀面的高中同學加里·費舍爾突然造訪，逐步吐露出一個名為“逆存者”(Qui Reverti)秘密社團成員通過寄生于不同的身體尋求永生的陰謀，無論傑克覺得如何荒誕，他的獨立搜尋活動變得越來越迷障重重。而與此同時，一個9歲女孩麥迪遜的離奇出走，殘忍的殺手理察·謝潑德犯下的數起血案都將引領不同的劇情線索，並最終和傑克的尋妻之旅交織在一起。

## 主要角色
- 約翰·西姆        飾演 傑克·惠蘭( Jack Whelan )，是一位前洛杉磯警局偵探
- 蜜拉·索維諾                        飾演 艾米·惠蘭( Amy Whelan ) ,傑克的老婆
- 托利·基特爾斯 飾演 加里·費舍爾( Gary Fischer ), 傑克的高中朋友
- 詹姆士·弗萊恩                      飾演 理查德·謝潑德( Richard Shepherd ),一名自稱FBI探員的刺客
- 米莉·芭比·布朗                    飾演 麥迪遜( Madison ),一位9歲的小女孩，是被馬庫斯·福克斯入侵的女孩
- 亞歷克斯·戴崑 ( Alex Diakun )         飾演 馬庫斯·福克斯( Marcus Fox ),是一位逆存者( Qui Reverti )的成員，他的前世遭到謀殺

## 集數
| 集 | 標題                      | 導演            | 編劇                        | 英國上映時間   | 美國上映時間   | 英國收視 (百萬) | 美國收視 (百萬) |
| -- | ------------------------- | --------------- | --------------------------- | -------------- | -------------- | --------------- | --------------- |
| 1  | She Was Provisional       | 愛德華多·桑切斯 | 格倫摩根                    | 2014年10月27日 | 2014年8月23日  | 0.951           | 0.796           |
| 2  | And Here… You Must Listen | 愛德華多·桑切斯 | 格倫摩根                    | 2014年10月27日 | 2014年8月30日  | 0.751           | 0.366           |
| 3  | Time Has Come Today       | 愛德華多·桑切斯 | 格倫摩根                    | 2014年11月3日  | 2014年9月6日   | 0.430           | 0.293           |
| 4  | Ave Verum Corpus          | 愛德華多·桑切斯 | 格倫摩根                    | 2014年11月10日 | 2014年9月13日  | 0.448           | 0.306           |
| 5  | The Shepherds and the Fox | 丹尼爾·斯塔姆   | 格倫摩根 和 達林摩根        | 2014年11月17日 | 2014年9月20日  | 0.470           | 0.311           |
| 6  | Bound                     | 丹尼爾·斯塔姆   | 格倫摩根 和 克里斯汀·克洛克 | 2014年11月22日 | 2014年9月27日  | N/A             | 0.238           |
| 7  | The Crossing Place        | 丹尼爾·斯塔姆   | 達林摩根 和 格倫摩根        | 2014年11月29日 | 2014年10月4日  | N/A             | 0.243           |
| 8  | There Is No End           | 丹尼爾·斯塔姆   | 格倫摩根 和 克里斯汀·克洛克 | 2014年12月6日  | 2014年10月11日 | N/A             | 0.267           |

## 外部連結
- 官方网站
- 互联网电影数据库（IMDb）上《入侵者》的资料（英文）
- Intruders at The Futon Critic
- Intruders （页面存档备份，存于） at Rotten Tomatoes